# Campeonato da Suécia de Ciclismo em Estrada
Os Campeonatos da Suécia de Ciclismo em Estrada organizam-se anualmente desde o ano de 1987 para determinar o campeão ciclista da Suécia de cada ano. O título outorga-se ao vencedor de uma única carreira. O vencedor obtém o direito a portar um maillot com as cores da bandeira sueca até ao Campeonato da Noruega do ano seguinte.
Em 1987 e 1988 foi um campeonato comum com a Noruega e Dinamarca.

## Palmarés

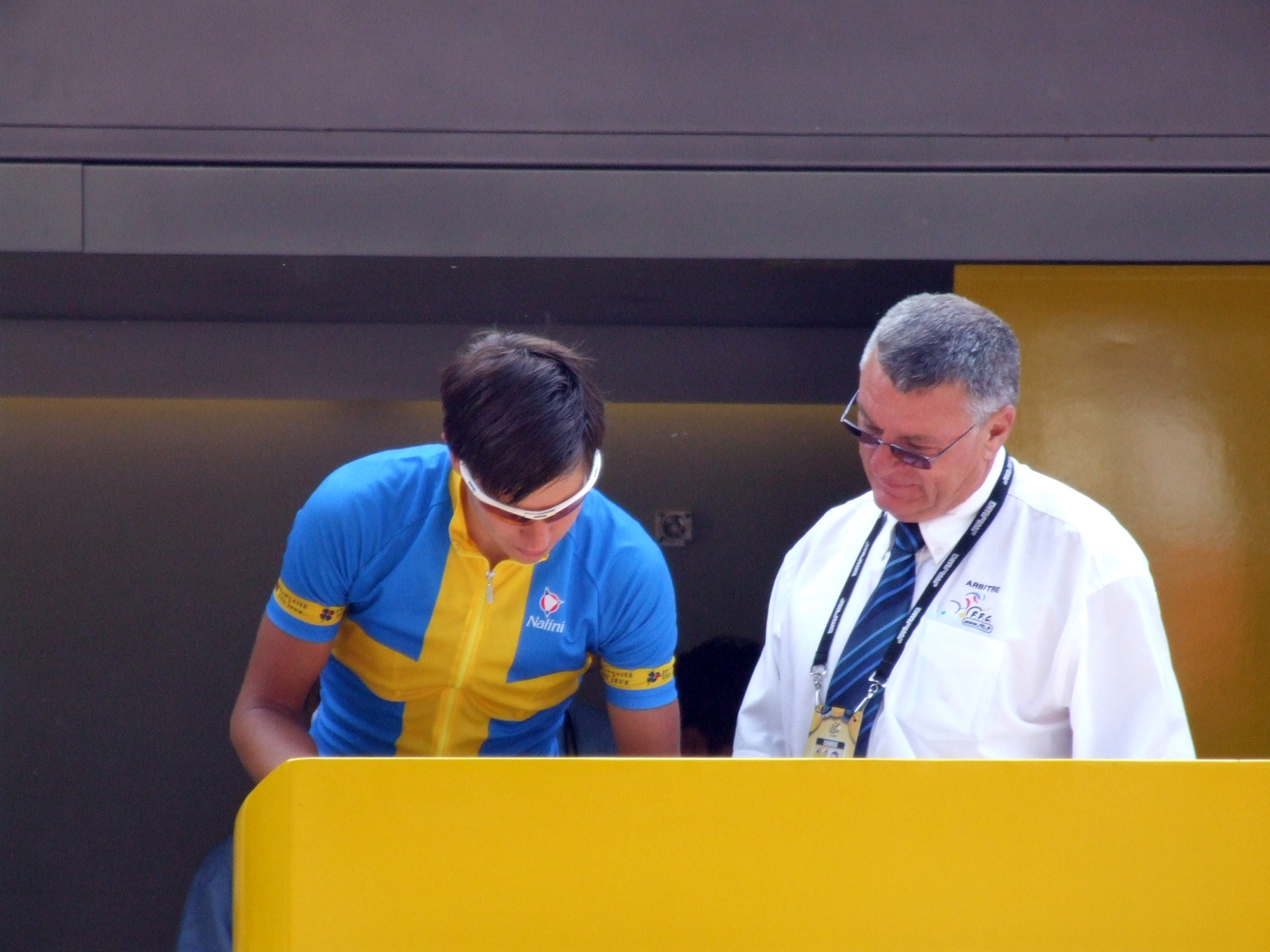
Thomas Lövkvist, vestido com o maillot de campeão da Suécia no Tour de France de 2006

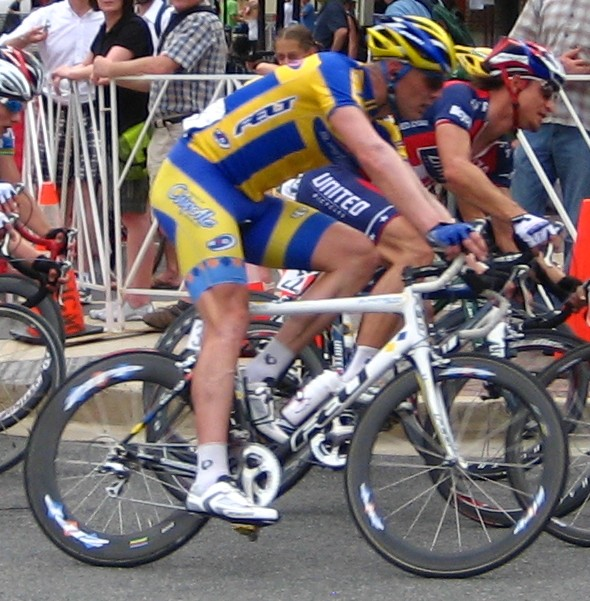
Magnus Bäckstedt, campeão em 2007

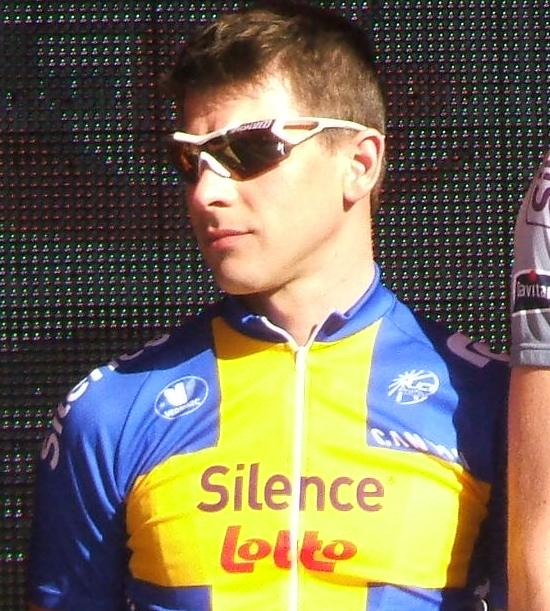
Jonas Ljungblad, vestido com o maillot de campeão de Suécia conseguido em 2008

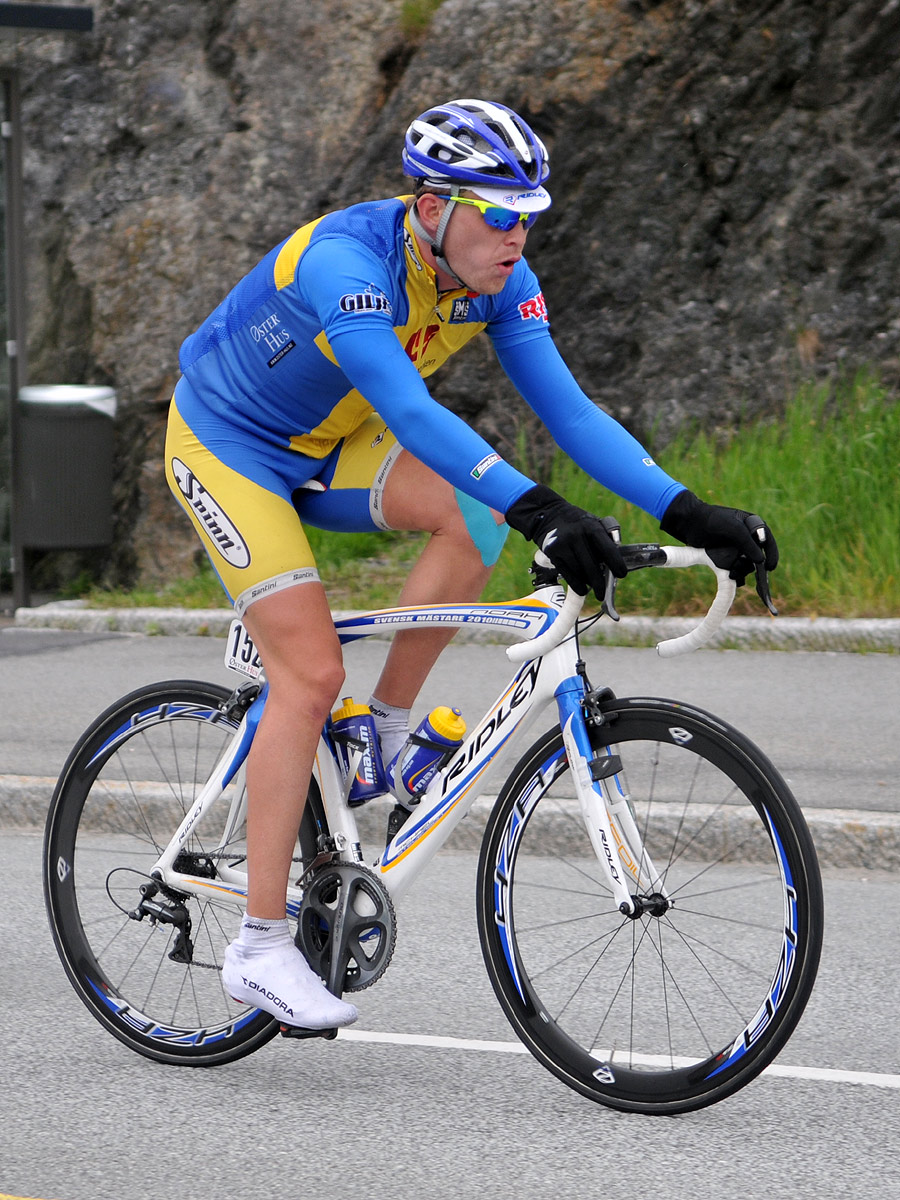
Michael Stevenson,Campeão de Suécia em 2009

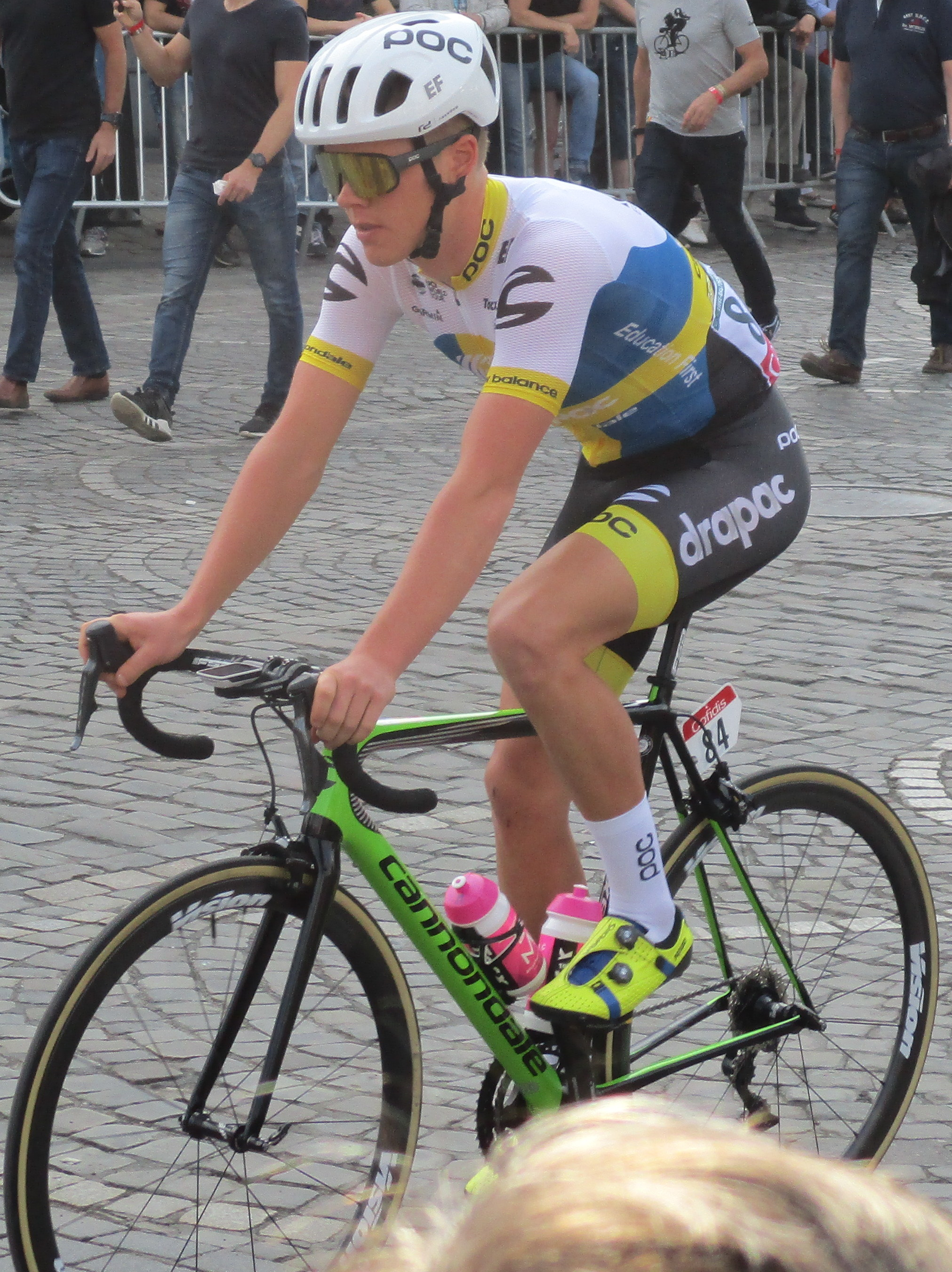
Kim Magnusson,Campeão de Suécia em 2017

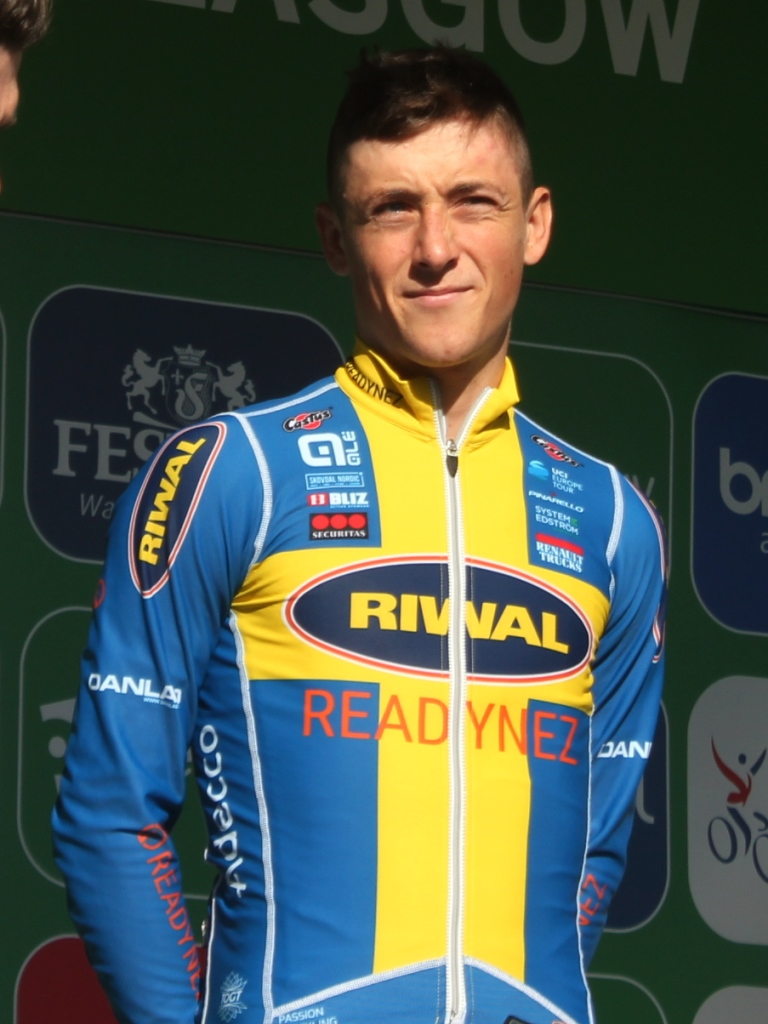
Lucas Eriksson,Campeão de Suécia em 2019

| Ano  | Ganhador             | Segundo              | Terceiro             |
| 1930 | Berndt Carlsson      | -                    | -                    |
| 1931 | Arne Berg            | -                    | -                    |
| 1932 | Gösta Björklund      | -                    | -                    |
| 1933 | Bernhard Britz       | -                    | -                    |
| 1934 | Berndt Carlsson      | -                    | -                    |
| 1935 | Rudolf Gustavsson    | -                    | -                    |
| 1936 | Ingvar Ericsson      | -                    | -                    |
| 1937 | Martin Lundin        | -                    | -                    |
| 1938 | Sven Johansson       | -                    | -                    |
| 1939 | Ingvar Ericsson      | -                    | -                    |
| 1940 | Ingvar Ericsson      | -                    | -                    |
| 1941 | Sven Johansson       | -                    | -                    |
| 1942 | Sture Andersson      | -                    | -                    |
| 1943 | Harry Snell          | -                    | -                    |
| 1944 | Harry Snell          | Sture Andersson      | Olle Wickholm        |
| 1945 | Harry Jansson        | Harry Snell          | Sture Andersson      |
| 1946 | Nils Johansson       | Harry Snell          | Olle Wänlund         |
| 1947 | Sigge Larsson        | Harry Snell          | Sven Johansson       |
| 1948 | Harry Snell          | Sven Johansson       | Nils Johansson       |
| 1949 | Bengt Fröbom         | Nils Johansson       | Yngve Lundh          |
| 1950 | Harry Snell          | Sven Johansson       | Olle Wänlund         |
| 1951 | Stig Mårtensson      | Harry Snell          | Lars Nordwall        |
| 1952 | Stig Mårtensson      | Evert Lindgren       | Lars Nordwall        |
| 1953 | Axel Öhgren          | Yngve Lundh          | Sven Körberg         |
| 1954 | Lars Carlén          | Lars Nordwall        | Owe Nordqvist        |
| 1955 | Karl Johansson       | Lars Nordwall        | Sven Körberg         |
| 1956 | Roland Ströhm        | -                    | Lars Nordwall        |
| 1957 | Uno Borgengârd       | Karl-Ivar Andersson  | Karl Johansson       |
| 1958 | Gunnar Göransson     | Karl-Ivar Andersson  | Sven-Uno Stensson    |
| 1959 | Owe Adamsson         | Nils Körberg         | Bo Johansson         |
| 1960 | Owe Adamsson         | Karl Johansson       | Gunnar Göransson     |
| 1961 | Owe Adamsson         | Sune Hansson         | Göte Sundell         |
| 1962 | Owe Adamsson         | Gösta Pettersson     | Paul Munther         |
| 1963 | Einar Björklund      | Jupp Ripfel          | Lennart Emanuelsson  |
| 1964 | Sven Hamrin          | Jupp Ripfel          | Gösta Pettersson     |
| 1965 | Jupp Ripfel          | Sture Pettersson     | Steve Tell           |
| 1966 | Jupp Ripfel          | Sune Wennlöf         | Einar Björklund      |
| 1967 | Erik Pettersson      | Jupp Ripfel          | Sune Wennlöf         |
| 1968 | Curt Söderlund       | Gösta Pettersson     | Krister Persson      |
| 1969 | Gösta Pettersson     | Jan-Åke Ek           | Curt Söderlund       |
| 1970 | Jupp Ripfel          | Sune Wennlöf         | Krister Persson      |
| 1971 | Jupp Ripfel          | Sune Wennlöf         | Leif Hansson         |
| 1972 | Sven-Åke Nilsson     | Ronnie Carlsson      | Bernt Johansson      |
| 1973 | Curt Söderlund       | Sven-Åke Nilsson     | Anders Gåvertsson    |
| 1974 | Bernt Johansson      | Leif Hansson         | Sven-Åke Nilsson     |
| 1975 | Roine Grönlund       | Ronnie Carlsson      | Alf Segersäll        |
| 1976 | Tommy Prim           | Lennart Fagerlund    | Leif Hansson         |
| 1977 | Alf Segersäll        | Bengt Nilsson        | Tord Filipsson       |
| 1978 | Thomas Eriksson      | Håkan Larsson        | Bernt Scheler        |
| 1979 | Lennart Fagerlund    | Lars Eriksson        | Bernt Scheler        |
| 1980 | Bengt Asplund        | Roy Almquist         | Bernt Scheler        |
| 1981 | Thomas Eriksson      | Peter Jonsson        | Peter Weberg         |
| 1982 | Mårten Rosén         | Per Christiansson    | Anders Johansson     |
| 1983 | Göran Barkfors       | Patrick Serra        | Thomas Eriksson      |
| 1984 | Kjell Nilsson        | Anders Johansson     | Bengt Asplund        |
| 1985 | Per Christiansson    | Peter Jonsson        | Lars Wahlqvist       |
| 1986 | Lars Wahlqvist       | Torbjörn Wallén      | Anders Adamsson      |
| 1987 | Björn Johansson      | Michel Lafis         | Kjell Hedman         |
| 1988 | Anders Jarl          | Michel Lafis         | Per Moberg           |
| 1989 | Bengt Ring           | Allen Andersson      | Lars Wahlqvist       |
| 1990 | Anders Eklundh       | Michel Lafis         | Jan Karlsson         |
| 1991 | Niklas Kindåker      | Patrick Serra        | Stefan Andersson     |
| 1992 | Anders Eklundh       | Per Strååt           | Per-Anders Johansson |
| 1993 | Klas Johansson       | Michael Andersson    | Dan Kullgren         |
| 1994 | Michael Andersson    | Stefan Andersson     | Daniel Sjöberg       |
| 1995 | Glenn Magnusson      | Daniel Sjöberg       | Michel Lafis         |
| 1996 | Marcus Ljungqvist    | Michel Lafis         | Henrik Sparr         |
| 1997 | Michel Lafis         | Glenn Magnusson      | Johan Frederiksson   |
| 1998 | Martin Rittsel       | Michel Lafis         | Michael Andersson    |
| 1999 | Henrik Sparr         | Martin Rittsel       | Niklas Axelsson      |
| 2000 | Stefan Adamsson      | Magnus Bäckstedt     | Michel Lafis         |
| 2001 | Marcus Ljungqvist    | Niklas Axelsson      | Tobias Lergard       |
| 2002 | Stefan Adamsson      | Martin Rittsel       | Jonas Olsson         |
| 2003 | Jonas Holmkvist      | Magnus Bäckstedt     | Thomas Lövkvist      |
| 2004 | Petter Renäng        | Marcus Ljungqvist    | Christofer Stevenson |
| 2005 | Jonas Ljungblad      | Christofer Stevenson | Stefan Adamsson      |
| 2006 | Thomas Lövkvist      | Christofer Stevenson | Lucas Persson        |
| 2007 | Magnus Bäckstedt     | Johan Landström      | Gustav Larsson       |
| 2008 | Jonas Ljungblad      | Niklas Axelsson      | Thomas Lövkvist      |
| 2009 | Marcus Ljungqvist    | Fredrik Ericsson     | Patrik Moren         |
| 2010 | Michael Stevenson    | Gustav Larsson       | Michael Olsson       |
| 2011 | Philip Lindau        | Alexander Gingsjö    | Marcus Johansson     |
| 2012 | Christofer Stevenson | Lars Andersson       | Fredrik Kessiakoff   |
| 2013 | Michael Olsson       | Petter Persson       | Hakan Nilsson        |
| 2014 | Michael Olsson       | Alexander Wetterhall | Marcus Karlsson      |
| 2015 | Alexander Gingsjö    | Richard Larsen       | Tobias Ludvigsson    |
| 2016 | Richard Larsen       | Niklas Gustavsson    | Ludwig Bengtsson     |
| 2017 | Kim Magnusson        | Richard Larsen       | Alexander Wetterhall |
| 2018 | Lucas Eriksson       | Tobias Ludvigsson    | Gustav Höög          |
| 2019 | Lucas Eriksson       | Tobias Ludvigsson    | Erik Bergström Frisk |